# Neogobius melanostomus
Neogobius melanostomus (Pallas, 1814) è un pesce anfidromo d'acqua dolce, salmastra e salata appartenente alla famiglia Gobiidae.

## Descrizione
Raggiunge una lunghezza massima di 25 cm.

## Distribuzione e habitat
Questa specie è originaria del Mar d'Azov, del Mar Caspio e del Mar Nero, ma è stato introdotto, più o meno accidentalmente, in numerosi corsi d'acqua europei, nonché nei Grandi Laghi Americani.